# Gypsophila thyraica
Gypsophila thyraica är en nejlikväxtart som beskrevs av Krasnova. Gypsophila thyraica ingår i släktet slöjor, och familjen nejlikväxter. Inga underarter finns listade i Catalogue of Life.